# Hiroki Kokubo
Hiroki Kokubo (jap. 小久保裕紀 Kokubo Hiroki; ur. 8 października 1971 w  Wakayamie) – japoński baseballista, który występował najczęściej na pozycji pierwszobazowego i trzeciobazowego przez 18 sezonów w Nippon Professional Baseball. Brązowy medalista Letnich Igrzysk Olimpijskich 1992.
Hiroki Kokubo urodził się 8 października 1971 roku w Wakayamie. Kształcił się w wyższej szkole Seirin. Do college'u wstąpił w 1989 roku (Aoyama Gakuin University), gdzie studiował przez kilka kolejnych lat. Wówczas, zainteresował się tą dyscypliną. W 1992 roku wraz z drużyną narodową, zdobył brązowy medal Letnich Igrzysk Olimpijskich w Barcelonie (w meczu o brąz, Japończycy wygrali z Amerykanami). W 1993 roku (także w drużynie krajowej), zdobył brązowy medal podczas Pucharu Interkontynentalnego. W meczu o brąz, jego drużyna pokonała reprezentację Nikaragui.
W 1993 roku został wybrany w drugiej rundzie draftu przez Fukuoka Daiei Hawks. W Nippon Professional Baseball zadebiutował 9 kwietnia 1994 roku, w meczu przeciwko Orix Blue Wave (obecnie Orix Buffaloes). Dzień później, zaliczył swoje pierwsze uderzenie; pierwszego home runa zdobył 7 maja tegoż roku w meczu przeciwko Chiba Lotte Marines. W inaugurującym sezonie, Kokubo wystąpił w 78 spotkaniach, zaliczył m.in. 6 home runów, 20 RBI; jego średnia uderzeń wyniosła 0,215. W kolejnym sezonie okazał się najlepszy w lidze pod względem triple'ów (9), home runów (28) i slugging percentage (0,548). W tym samym sezonie zdobył także Złotą Rękawicę i wybrany został do pierwszej dziewiątki sezonu.
W sezonie 1997, Kokubo miał najlepsze w lidze statystyki pod względem RBI (114), double'ów (37), łącznie zdobytych baz (310) i slugging percentage (0,588). Został także wybrany po raz drugi do najlepszej dziewiątki sezonu.
W 1998 roku, Japończyk był zamieszany w aferę podatkową, przez co wystąpił tylko w 17 spotkaniach ligowych.
18 września 2002 roku, Kokubo rozegrał 1000. mecz w Nippon Professional Baseball (w meczu przeciwko Orix Buffaloes). W tym samym spotkaniu, osiągnął również 1000. uderzenie.
W Fukuoka Daiei Hawks grał do sezonu 2002. W 2003 roku, doznał kontuzji kolana podczas wiosennego treningu, kiedy to zderzył się z łapaczem, Takumim Shiigim; kontuzja wykluczyła go z gry na cały sezon. Po kontuzji, podpisał kontrakt z Yomiuri Giants. W tym sezonie, otrzymał nagrodę dla najlepszego powracającego zawodnika ligi. W Yomiuri Giants grał do sezonu 2006, po czym powrócił (jako wolny agent) do swojego macierzystego klubu, który w tym czasie zmienił nazwę na Fukuoka SoftBank Hawks.
3 maja 2010 roku zaliczył 1000. runa w profesjonalnej karierze. W tym samym sezonie, zwyciężył wraz z drużyną w Pacific League, a także zdobył Złotą Rękawicę. W sezonie 2011, zwyciężył po raz kolejny w Pacific League, uczestniczył także w Japan Series; Kokubo został wybrany MVP tej imprezy i został tym samym najstarszym zawodnikiem w historii, który zdobył to wyróżnienie. Ponadto zdobył także trzecią w karierze Złotą Rękawicę, po raz 11. uczestniczył w meczu gwiazd i po raz trzeci wybrano go do najlepszej dziewiątki sezonu.
24 czerwca 2012 roku zaliczył 2000. uderzenie. Ostatni mecz w profesjonalnej karierze rozegrał 8 października 2012 roku. Podczas jej trwania, osiągnął także 13 grand slamów.
Żonaty z Ami, ma dwoje dzieci.

## Nagrody i wyróżnienia
- 4-krotny zwycięzca w Pacific League (1999, 2000, 2010, 2011)[10]
- 3-krotny uczestnik Japan Series (1999, 2000, 2011)[7]
- MVP rozegranego w 2011 roku Japan Series[7]
- 11-krotny uczestnik Meczu Gwiazd NPB (1995-1997, 2000-2002, 2004, 2007-2009, 2011)[7]
- 3-krotny zdobywca Złotej Rękawicy (1995, 2010-2011)[3][11][2]
- Zdobywca Nippon Professional Baseball Comeback Player of the Year Award (2004)[3]
- Trzykrotnie wybierany do najlepszej dziewiątki sezonu (1995, 1997, 2011)[3][8]

## Statystyki z Nippon Professional Baseball
- Sezon zasadniczy[6][3][9]

| Sezon              | Klub                                       | G                                          | PA                                         | AB                                         | R                                          | H                                          | 2B                                         | 3B                                         | HR                                         | RBI                                        | SB                                         | CS                                         | BB                                         | SO                                         | BA                                         | OBP                                        | SLG                                        | OPS                                        |
| ------------------ | ------------------------------------------ | ------------------------------------------ | ------------------------------------------ | ------------------------------------------ | ------------------------------------------ | ------------------------------------------ | ------------------------------------------ | ------------------------------------------ | ------------------------------------------ | ------------------------------------------ | ------------------------------------------ | ------------------------------------------ | ------------------------------------------ | ------------------------------------------ | ------------------------------------------ | ------------------------------------------ | ------------------------------------------ | ------------------------------------------ |
| 1994               | Daiei                                      | 78                                         | 191                                        | 177                                        | 18                                         | 38                                         | 6                                          | 0                                          | 6                                          | 20                                         | 2                                          | 1                                          | 8                                          | 31                                         | 0,215                                      | 0,246                                      | 0,350                                      | NO                                         |
| 1995               | Daiei                                      | 130                                        | 538                                        | 465                                        | 72                                         | 133                                        | 20                                         | 9                                          | 28                                         | 76                                         | 14                                         | 4                                          | 50                                         | 94                                         | 0,286                                      | 0,366                                      | 0,548                                      | NO                                         |
| 1996               | Daiei                                      | 126                                        | 539                                        | 478                                        | 73                                         | 118                                        | 26                                         | 3                                          | 24                                         | 82                                         | 7                                          | 3                                          | 48                                         | 95                                         | 0,247                                      | 0,321                                      | 0,464                                      | NO                                         |
| 1997               | Daiei                                      | 135                                        | 588                                        | 527                                        | 88                                         | 159                                        | 37                                         | 3                                          | 36                                         | 114                                        | 4                                          | 3                                          | 52                                         | 112                                        | 0,302                                      | 0,366                                      | 0,588                                      | NO                                         |
| 1998               | Daiei                                      | 17                                         | 75                                         | 71                                         | 7                                          | 16                                         | 3                                          | 1                                          | 2                                          | 11                                         | 0                                          | 0                                          | 3                                          | 19                                         | 0,225                                      | 0,267                                      | 0,380                                      | NO                                         |
| 1999               | Daiei                                      | 130                                        | 538                                        | 465                                        | 60                                         | 109                                        | 24                                         | 2                                          | 24                                         | 77                                         | 4                                          | 2                                          | 62                                         | 103                                        | 0,234                                      | 0,323                                      | 0,449                                      | NO                                         |
| 2000               | Daiei                                      | 125                                        | 520                                        | 473                                        | 87                                         | 136                                        | 26                                         | 3                                          | 31                                         | 105                                        | 5                                          | 2                                          | 31                                         | 85                                         | 0,288                                      | 0,340                                      | 0,552                                      | NO                                         |
| 2001               | Daiei                                      | 138                                        | 605                                        | 535                                        | 108                                        | 155                                        | 32                                         | 1                                          | 44                                         | 123                                        | 6                                          | 1                                          | 62                                         | 97                                         | 0,290                                      | 0,364                                      | 0,600                                      | NO                                         |
| 2002               | Daiei                                      | 136                                        | 579                                        | 507                                        | 89                                         | 148                                        | 25                                         | 0                                          | 32                                         | 89                                         | 8                                          | 1                                          | 63                                         | 90                                         | 0,292                                      | 0,375                                      | 0,531                                      | NO                                         |
| 2003               | zawodnik nie grał z powodu kontuzji kolana | zawodnik nie grał z powodu kontuzji kolana | zawodnik nie grał z powodu kontuzji kolana | zawodnik nie grał z powodu kontuzji kolana | zawodnik nie grał z powodu kontuzji kolana | zawodnik nie grał z powodu kontuzji kolana | zawodnik nie grał z powodu kontuzji kolana | zawodnik nie grał z powodu kontuzji kolana | zawodnik nie grał z powodu kontuzji kolana | zawodnik nie grał z powodu kontuzji kolana | zawodnik nie grał z powodu kontuzji kolana | zawodnik nie grał z powodu kontuzji kolana | zawodnik nie grał z powodu kontuzji kolana | zawodnik nie grał z powodu kontuzji kolana | zawodnik nie grał z powodu kontuzji kolana | zawodnik nie grał z powodu kontuzji kolana | zawodnik nie grał z powodu kontuzji kolana | zawodnik nie grał z powodu kontuzji kolana |
| 2004               | Yomiuri                                    | 125                                        | 508                                        | 462                                        | 85                                         | 145                                        | 24                                         | 2                                          | 41                                         | 96                                         | 0                                          | 0                                          | 42                                         | 101                                        | 0,314                                      | 0,372                                      | 0,641                                      | NO                                         |
| 2005               | Yomiuri                                    | 142                                        | 592                                        | 524                                        | 77                                         | 147                                        | 25                                         | 0                                          | 34                                         | 87                                         | 1                                          | 1                                          | 62                                         | 114                                        | 0,281                                      | 0,361                                      | 0,523                                      | NO                                         |
| 2006               | Yomiuri                                    | 88                                         | 344                                        | 308                                        | 37                                         | 79                                         | 5                                          | 0                                          | 19                                         | 55                                         | 1                                          | 0                                          | 31                                         | 68                                         | 0,256                                      | 0,325                                      | 0,458                                      | NO                                         |
| 2007               | SoftBank                                   | 124                                        | 514                                        | 466                                        | 70                                         | 129                                        | 26                                         | 0                                          | 25                                         | 82                                         | 2                                          | 4                                          | 41                                         | 103                                        | 0,277                                      | 0,338                                      | 0,494                                      | 0,831                                      |
| 2008               | SoftBank                                   | 106                                        | 434                                        | 383                                        | 45                                         | 97                                         | 21                                         | 0                                          | 20                                         | 56                                         | 1                                          | 1                                          | 42                                         | 95                                         | 0,253                                      | 0,334                                      | 0,465                                      | 0,799                                      |
| 2009               | SoftBank                                   | 144                                        | 605                                        | 533                                        | 64                                         | 142                                        | 27                                         | 0                                          | 18                                         | 81                                         | 2                                          | 2                                          | 50                                         | 101                                        | 0,266                                      | 0,344                                      | 0,418                                      | 0,762                                      |
| 2010               | SoftBank                                   | 112                                        | 469                                        | 427                                        | 60                                         | 119                                        | 22                                         | 0                                          | 15                                         | 68                                         | 1                                          | 2                                          | 34                                         | 69                                         | 0,279                                      | 0,335                                      | 0,436                                      | 0,771                                      |
| 2011               | SoftBank                                   | 98                                         | 372                                        | 342                                        | 31                                         | 92                                         | 21                                         | 0                                          | 10                                         | 48                                         | 0                                          | 1                                          | 22                                         | 72                                         | 0,269                                      | 0,323                                      | 0,418                                      | 0,741                                      |
| 2012               | SoftBank                                   | 103                                        | 357                                        | 331                                        | 20                                         | 79                                         | 11                                         | 0                                          | 4                                          | 34                                         | 0                                          | 0                                          | 20                                         | 67                                         | 0,239                                      | 0,280                                      | 0,308                                      | 0,588                                      |
| Łącznie w karierze | Łącznie w karierze                         | 2057                                       | 8368                                       | 7474                                       | 1091                                       | 2041                                       | 381                                        | 24                                         | 413                                        | 1304                                       | 58                                         | 28                                         | 723                                        | 1516                                       | 0,273                                      | NO                                         | NO                                         | 0,854                                      |